# Tour de France 1991
Die 78. Tour de France fand vom 6. bis 28. Juli 1991 statt und führte die Fahrer auf 21 Etappen über 3914 Kilometer. Es war die letzte Austragung der Frankreich-Rundfahrt, in welcher Halbetappen gefahren wurden. Es nahmen 198 Rennfahrer an der Rundfahrt teil, von denen 158 klassifiziert wurden. Miguel Indurain errang seinen ersten von fünf Siegen.

## Rennverlauf
Der Däne Rolf Sørensen konnte sich in der ersten Tourwoche über einige Tage in der Spitzenreiterposition freuen, schied dann aber durch einen Sturz in Führung liegend aus.
Thierry Marie, der den Prolog für sich entscheiden konnte, riss auf der fünften Etappe früh aus und siegte nach einer Soloflucht über 234 km in Le Havre. Die knapp zwei Minuten Vorsprung, die er im Ziel hatte, bescherten ihm auch das Gelbe Trikot, dass er jedoch nur zwei Tage verteidigen konnte, ehe es der Vorjahressieger Greg LeMond bei der siebten Etappe im Einzelzeitfahren errang.
Das Zeitfahren, das der spätere Sieger Miguel Indurain aus Spanien gewinnen konnte, brachte LeMond noch in die Spitzenreiterposition, einige Tage später in den Pyrenäen auf der Etappe nach Val Louron konnte er Claudio Chiappucci und Indurain am Col du Tourmalet jedoch nicht mehr folgen und handelte sich über sieben Minuten Rückstand ein. Indurain überließ Chiappucci den Tagessieg, schlüpfte aber selber ins Gelbe Trikot und verteidigte die Führung bis nach Paris. Er baute seinen Vorsprung sogar noch aus, als er später auch das zweite Zeitfahren für sich entscheiden konnte. Insgesamt erreichte Indurain eine Durchschnittsgeschwindigkeit von 38,747 km/h.
Der Usbeke Dschamolidin Abduschaparow, der zuvor schon zwei Etappensiege feiern konnte, stürzte beim letzten Sprint auf der Avenue des Champs-Élysées schwer, er gewann aber dennoch das Grüne Trikot. In der Bergwertung setzte sich Claudio Chiappucci gegen Thierry Claveyrolat durch.
Die niederländische Mannschaft PDM-Concorde nahm ihre Fahrer nach der Etappe nach Saint-Herblain offiziell wegen Krankheit aus dem Rennen, es gab jedoch verbreitet Doping-Spekulationen.

## Etappen
| Etappen       | Tag      | Start – Ziel                | km         | Etappensieger              | Gelbes Trikot   |
| ------------- | -------- | --------------------------- | ---------- | -------------------------- | --------------- |
| Prolog        | 6. Juli  | Lyon                        | 5,4 (EZF)  | Thierry Marie              | Thierry Marie   |
| 1. Etappe (a) | 7. Juli  | Lyon – Lyon                 | 114,5      | Dschamolidin Abduschaparow | Greg LeMond     |
| 1. Etappe (b) | 7. Juli  | Bron – Chassieu             | 36,5 (MZF) | Ariostea                   | Rolf Sørensen   |
| 2. Etappe     | 8. Juli  | Villeurbanne – Dijon        | 210,5      | Etienne De Wilde           | Rolf Sørensen   |
| 3. Etappe     | 9. Juli  | Dijon – Reims               | 286        | Dschamolidin Abduschaparow | Rolf Sørensen   |
| 4. Etappe     | 10. Juli | Reims – Valenciennes        | 149,5      | Jelle Nijdam               | Rolf Sørensen   |
| 5. Etappe     | 11. Juli | Arras – Le Havre            | 259        | Thierry Marie              | Thierry Marie   |
| 6. Etappe     | 12. Juli | Le Havre – Argentan         | 167        | Jean-Paul van Poppel       | Thierry Marie   |
| 7. Etappe     | 13. Juli | Argentan – Alençon          | 73 (EZF)   | Miguel Indurain            | Greg LeMond     |
| 8. Etappe     | 14. Juli | Alençon – Rennes            | 161        | Mauro Ribeiro              | Greg LeMond     |
| 9. Etappe     | 15. Juli | Rennes – Quimper            | 207,5      | Phil Anderson              | Greg LeMond     |
| 10. Etappe    | 16. Juli | Quimper – Saint-Herblain    | 246        | Charly Mottet              | Greg LeMond     |
| Ruhetag       |          |                             |            |                            |                 |
| 11. Etappe    | 18. Juli | Pau – Jaca (ESP)            | 192        | Charly Mottet              | Luc Leblanc     |
| 12. Etappe    | 19. Juli | Jaca – Val-Louron           | 232        | Claudio Chiappucci         | Miguel Indurain |
| 13. Etappe    | 20. Juli | Saint-Gaudens – Castres     | 172,5      | Bruno Cenghialta           | Miguel Indurain |
| 14. Etappe    | 21. Juli | Albi – Alès                 | 235        | Moreno Argentin            | Miguel Indurain |
| 15. Etappe    | 22. Juli | Alès – Gap                  | 215        | Marco Lietti               | Miguel Indurain |
| 16. Etappe    | 23. Juli | Gap – L’Alpe d’Huez         | 125        | Gianni Bugno               | Miguel Indurain |
| 17. Etappe    | 24. Juli | Le Bourg-d’Oisans – Morzine | 255        | Thierry Claveyrolat        | Miguel Indurain |
| 18. Etappe    | 25. Juli | Morzine – Aix-les-Bains     | 177        | Dmitri Konyschew           | Miguel Indurain |
| 19. Etappe    | 26. Juli | Aix-les-Bains – Mâcon       | 160        | Wjatscheslaw Jekimow       | Miguel Indurain |
| 20. Etappe    | 27. Juli | Lugny – Mâcon               | 57 (EZF)   | Miguel Indurain            | Miguel Indurain |
| 21. Etappe    | 28. Juli | Melun – Paris               | 178        | Dmitri Konyschew           | Miguel Indurain |

## Ergebnisse

### Gesamtwertung
| \| Gesamtwertung \| Gesamtwertung \| Gesamtwertung \| Gesamtwertung \| Gesamtwertung \| \| Fahrer \| Fahrer \| Land \| Team \| Zeit \| \| ------------- \| --------------------- \| ------------------ \| ------------------------ \| ----------------- \| \| 1. \| Miguel Indurain \| Spanien \| Banesto \| 101 h 01 min 20 s \| \| 2. \| Gianni Bugno \| Italien \| Gatorade-Chateau d'Ax \| + 3 min 36 s \| \| 3. \| Claudio Chiappucci \| Italien \| Carrera Jeans-Vagabond \| + 5 min 56 s \| \| 4. \| Charly Mottet \| Frankreich \| RMO \| + 7 min 37 s \| \| 5. \| Luc Leblanc \| Frankreich \| Castorama-Raleigh \| + 10 min 10 s \| \| 6. \| Laurent Fignon \| Frankreich \| Castorama-Raleigh \| + 11 min 27 s \| \| 7. \| Greg LeMond \| Vereinigte Staaten \| Z \| + 13 min 13 s \| \| 8. \| Andrew Hampsten \| Vereinigte Staaten \| Motorola \| + 13 min 40 s \| \| 9. \| Pedro Delgado \| Spanien \| Banesto \| + 20 min 10 s \| \| 10. \| Gérard Rué \| Frankreich \| Helvetia-La Suisse \| + 20 min 13 s \| \| 11. \| Eduardo Chozas Olmo \| Spanien \| ONCE \| + 21 min 00 s \| \| 12. \| Abelardo Rondón \| Kolumbien \| Banesto \| + 26 min 47 s \| \| 13. \| Gert-Jan Theunisse \| Niederlande \| TVM-Sanyo \| + 27 min 10 s \| \| 14. \| Jean-François Bernard \| Frankreich \| Banesto \| + 28 min 57 s \| \| 15. \| Maurizio Fondriest \| Italien \| Panasonic-Sportlife \| + 30 min 09 s \| \| 16. \| Denis Roux \| Frankreich \| Toshiba \| + 30 min 40 s \| \| 17. \| Éric Caritoux \| Frankreich \| RMO \| + 32 min 39 s \| \| 18. \| Alberto Camargo \| Kolumbien \| Postobón Manzana-Ryalcao \| + 32 min 54 s \| \| 19. \| Álvaro Mejía \| Kolumbien \| Postobón Manzana-Ryalcao \| + 33 min 52 s \| \| 20. \| Frédéric Vichot \| Frankreich \| Castorama-Raleigh \| + 36 min 43 s \| \| 21. \| Gilles Delion \| Frankreich \| Helvetia-La Suisse \| + 38 min 43 s \| \| 22. \| Javier Murguialday \| Spanien \| Amaya Seguros \| + 39 min 11 s \| \| 23. \| Jérôme Simon \| Frankreich \| Z \| + 39 min 14 s \| \| 24. \| Fabrice Philipot \| Frankreich \| Banesto \| + 41 min 56 s \| \| 25. \| Thierry Bourguignon \| Frankreich \| Toshiba \| + 42 min 32 s \| |                       |                    |                          |                   |
| |                       |                    |                          |                   |
| Quelle: ProCyclingStats |                       |                    |                          |                   |
| Gesamtwertung |                       |                    |                          |                   |
| Fahrer | Fahrer                | Land               | Team                     | Zeit              |
| 1. | Miguel Indurain       | Spanien            | Banesto                  | 101 h 01 min 20 s |
| 2. | Gianni Bugno          | Italien            | Gatorade-Chateau d'Ax    | + 3 min 36 s      |
| 3. | Claudio Chiappucci    | Italien            | Carrera Jeans-Vagabond   | + 5 min 56 s      |
| 4. | Charly Mottet         | Frankreich         | RMO                      | + 7 min 37 s      |
| 5. | Luc Leblanc           | Frankreich         | Castorama-Raleigh        | + 10 min 10 s     |
| 6. | Laurent Fignon        | Frankreich         | Castorama-Raleigh        | + 11 min 27 s     |
| 7. | Greg LeMond           | Vereinigte Staaten | Z                        | + 13 min 13 s     |
| 8. | Andrew Hampsten       | Vereinigte Staaten | Motorola                 | + 13 min 40 s     |
| 9. | Pedro Delgado         | Spanien            | Banesto                  | + 20 min 10 s     |
| 10. | Gérard Rué            | Frankreich         | Helvetia-La Suisse       | + 20 min 13 s     |
| 11. | Eduardo Chozas Olmo   | Spanien            | ONCE                     | + 21 min 00 s     |
| 12. | Abelardo Rondón       | Kolumbien          | Banesto                  | + 26 min 47 s     |
| 13. | Gert-Jan Theunisse    | Niederlande        | TVM-Sanyo                | + 27 min 10 s     |
| 14. | Jean-François Bernard | Frankreich         | Banesto                  | + 28 min 57 s     |
| 15. | Maurizio Fondriest    | Italien            | Panasonic-Sportlife      | + 30 min 09 s     |
| 16. | Denis Roux            | Frankreich         | Toshiba                  | + 30 min 40 s     |
| 17. | Éric Caritoux         | Frankreich         | RMO                      | + 32 min 39 s     |
| 18. | Alberto Camargo       | Kolumbien          | Postobón Manzana-Ryalcao | + 32 min 54 s     |
| 19. | Álvaro Mejía          | Kolumbien          | Postobón Manzana-Ryalcao | + 33 min 52 s     |
| 20. | Frédéric Vichot       | Frankreich         | Castorama-Raleigh        | + 36 min 43 s     |
| 21. | Gilles Delion         | Frankreich         | Helvetia-La Suisse       | + 38 min 43 s     |
| 22. | Javier Murguialday    | Spanien            | Amaya Seguros            | + 39 min 11 s     |
| 23. | Jérôme Simon          | Frankreich         | Z                        | + 39 min 14 s     |
| 24. | Fabrice Philipot      | Frankreich         | Banesto                  | + 41 min 56 s     |
| 25. | Thierry Bourguignon   | Frankreich         | Toshiba                  | + 42 min 32 s     |

### Punktewertung
| Punktewertung | Punktewertung              | Punktewertung | Punktewertung          | Punktewertung |
| Fahrer        | Fahrer                     | Land          | Team                   | Punkte        |
| ------------- | -------------------------- | ------------- | ---------------------- | ------------- |
| 1.            | Dschamolidin Abduschaparow | Sowjetunion   | Carrera Jeans-Vagabond | 316 P.        |

### Bergwertung
| Bergwertung | Bergwertung        | Bergwertung | Bergwertung            | Bergwertung |
| Fahrer      | Fahrer             | Land        | Team                   | Punkte      |
| ----------- | ------------------ | ----------- | ---------------------- | ----------- |
| 1.          | Claudio Chiappucci | Italien     | Carrera Jeans-Vagabond | 312 P.      |

### Nachwuchswertung
| Nachwuchswertung | Nachwuchswertung | Nachwuchswertung | Nachwuchswertung         | Nachwuchswertung  |
| Fahrer           | Fahrer           | Land             | Team                     | Zeit              |
| ---------------- | ---------------- | ---------------- | ------------------------ | ----------------- |
| 1.               | Álvaro Mejía     | Kolumbien        | Postobón Manzana-Ryalcao | 101 h 35 min 12 s |

### Mannschaftswertung
| Mannschaftswertung | Mannschaftswertung | Mannschaftswertung | Mannschaftswertung |
| Team               | Team               | Land               | Zeit               |
| ------------------ | ------------------ | ------------------ | ------------------ |
| 1.                 | Banesto            | Spanien            | 303 h 28 min 50 s  |

## Teams und Fahrer
| Nr. | Land                   | Name                    | Platz  |
| --- | ---------------------- | ----------------------- | ------ |
| 1   | Vereinigte Staaten     | Greg LeMond             | 7      |
| 2   | Frankreich             | Éric Boyer              | 38     |
| 3   | Frankreich             | Philippe Casado         | 87     |
| 4   | Frankreich             | Bruno Cornillet         | 54     |
| 5   | Frankreich             | Gilbert Duclos-Lassalle | 60     |
| 6   | Norwegen               | Atle Kvålsvoll          | NA 18. |
| 7   | Frankreich             | François Lemarchand     | 101    |
| 8   | Vereinigtes Konigreich | Robert Millar           | 72     |
| 9   | Frankreich             | Jérôme Simon            | 23     |

| Nr. | Land                                     | Name                       | Platz |
| --- | ---------------------------------------- | -------------------------- | ----- |
| 11  | Italien                                  | Claudio Chiappucci         | 3     |
| 12  | Usbekistan Sozialistische Sowjetrepublik | Dschamolidin Abduschaparow | 85    |
| 13  | Italien                                  | Guido Bontempi             | 96    |
| 14  | Italien                                  | Alessandro Gianelli        | 40    |
| 15  | Schweiz                                  | Erich Mächler              | 128   |
| 16  | Slowenien                                | Jure Pavlič                | 134   |
| 17  | Italien                                  | Giancarlo Perini           | 120   |
| 18  | Ukraine Sozialistische Sowjetrepublik    | Wolodymyr Pulnikow         | 88    |
| 19  | Italien                                  | Enrico Zaina               | 93    |

| Nr. | Land        | Name                 | Platz  |
| --- | ----------- | -------------------- | ------ |
| 21  | Niederlande | Erik Breukink        | NA 11. |
| 22  | Mexiko      | Raúl Alcalá          | NA 11. |
| 23  | Deutschland | Falk Boden           | ZÜ 10. |
| 24  | Irland      | Martin Earley        | A. 10. |
| 25  | Irland      | Sean Kelly           | NA 11. |
| 26  | Deutschland | Uwe Raab             | NA 10. |
| 27  | Niederlande | Jos Van Aert         | NA 11. |
| 28  | Niederlande | Jean-Paul van Poppel | A 10.  |
| 29  | Niederlande | Nico Verhoeven       | NA 10. |

| Nr. | Land       | Name                  | Platz |
| --- | ---------- | --------------------- | ----- |
| 31  | Spanien    | Pedro Delgado         | 9     |
| 32  | Spanien    | Marino Alonso         | 123   |
| 33  | Frankreich | Dominique Arnaud      | 77    |
| 34  | Frankreich | Jean-François Bernard | 14    |
| 35  | Spanien    | Miguel Indurain       | 1     |
| 36  | Spanien    | Javier Lukin          | 119   |
| 37  | Frankreich | Fabrice Philipot      | 24    |
| 38  | Spanien    | Jesús Rodríguez Magro | 100   |
| 39  | Kolumbien  | Abelardo Rondón       | 12    |

| Nr. | Land       | Name                         | Platz |
| --- | ---------- | ---------------------------- | ----- |
| 41  | Spanien    | Marino Lejarreta             | 53    |
| 42  | Spanien    | Eduardo Chozas Olmo          | 11    |
| 43  | Spanien    | Herminio Díaz Zabala         | 75    |
| 44  | Spanien    | Anselmo Fuerte               | 37    |
| 45  | Australien | Stephen Hodge                | 67    |
| 46  | Spanien    | Miguel Ángel Martínez Torres | 76    |
| 47  | Spanien    | Melchor Mauri                | 64    |
| 48  | Spanien    | José Villanueva              | A 13. |
| 49  | Danemark   | Johnny Weltz                 | A 18. |

| Nr. | Land        | Name                      | Platz |
| --- | ----------- | ------------------------- | ----- |
| 51  | Italien     | Gianni Bugno              | 2     |
| 52  | Italien     | Giuseppe Calcaterra       | 149   |
| 53  | Italien     | Marco Giovannetti         | 30    |
| 54  | Italien     | Roberto Gusmeroli         | 131   |
| 55  | Italien     | Camillo Passera           | S 17. |
| 56  | Italien     | Mauro-Antonio Santaromita | 147   |
| 57  | Deutschland | Jan Schur                 | 139   |
| 58  | Italien     | Valerio Tebaldi           | 89    |
| 59  | Italien     | Stefano Zanatta           | 141   |

| Nr. | Land    | Name                 | Platz  |
| --- | ------- | -------------------- | ------ |
| 61  | Belgien | Johan Bruyneel       | 35     |
| 62  | Belgien | Peter De Clercq      | 137    |
| 63  | Belgien | Sammie Moreels       | ZÜ 16. |
| 64  | Belgien | Johan Museeuw        | NA 15. |
| 65  | Belgien | Jan Nevens           | A 17.  |
| 66  | Belgien | Hendrik Redant       | 140    |
| 67  | Belgien | Frank Van Den Abeele | 90     |
| 68  | Belgien | Rik Van Slycke       | 142    |
| 69  | Belgien | Patrick Verschueren  | 130    |

| Nr. | Land                   | Name               | Platz  |
| --- | ---------------------- | ------------------ | ------ |
| 71  | Vereinigte Staaten     | Andrew Hampsten    | 8      |
| 72  | Australien             | Phil Anderson      | 45     |
| 73  | Kanada                 | Steve Bauer        | 97     |
| 74  | Vereinigte Staaten     | Andy Bishop        | 126    |
| 75  | Vereinigte Staaten     | Mike Cater         | ZÜ 12. |
| 76  | Vereinigte Staaten     | Ron Kiefel         | 138    |
| 77  | Norwegen               | Dag Otto Lauritzen | NA 19. |
| 78  | Vereinigtes Konigreich | Sean Yates         | NA 16. |
| 79  | Schweiz                | Urs Zimmermann     | 116    |

| Nr. | Land       | Name                  | Platz |
| --- | ---------- | --------------------- | ----- |
| 81  | Kolumbien  | Fabio Parra           | A 7.  |
| 82  | Frankreich | Patrice Esnault       | 28    |
| 83  | Spanien    | Enrique Gerrikagoitia | 143   |
| 84  | Frankreich | Roland Le Clerc       | 106   |
| 85  | Spanien    | Jesús Montoya         | 74    |
| 86  | Spanien    | Javier Murguialday    | 22    |
| 87  | Danemark   | Per Pedersen          | 135   |
| 88  | Frankreich | Ronan Pensec          | 41    |
| 89  | Spanien    | Fernando Quevedo      | A 17. |

| Nr. | Land       | Name                | Platz |
| --- | ---------- | ------------------- | ----- |
| 91  | Frankreich | Laurent Fignon      | 6     |
| 92  | Frankreich | Dominique Arnould   | 68    |
| 93  | Frankreich | Jean-Claude Bagot   | 36    |
| 94  | Frankreich | Christophe Lavainne | 92    |
| 95  | Frankreich | Luc Leblanc         | 5     |
| 96  | Frankreich | Thierry Marie       | 111   |
| 97  | Danemark   | Bjarne Riis         | 107   |
| 98  | Frankreich | Pascal Simon        | 57    |
| 99  | Frankreich | Frédéric Vichot     | 20    |

| Nr. | Land        | Name               | Platz  |
| --- | ----------- | ------------------ | ------ |
| 101 | Frankreich  | Gilles Delion      | 21     |
| 102 | Schweiz     | Serge Demierre     | ZÜ 12. |
| 103 | Schweiz     | Mauro Gianetti     | 98     |
| 104 | Deutschland | Dominik Krieger    | 63     |
| 105 | Niederlande | Henri Manders      | 144    |
| 106 | Schweiz     | Pascal Richard     | 49     |
| 107 | Frankreich  | Gérard Rué         | 10     |
| 108 | Niederlande | Peter Stevenhaagen | 94     |
| 109 | Schweiz     | Guido Winterberg   | 69     |

| Nr. | Land         | Name                   | Platz |
| --- | ------------ | ---------------------- | ----- |
| 111 | Kolumbien    | Luis Herrera           | 31    |
| 112 | Kolumbien    | Alberto Camargo        | 18    |
| 113 | Litauen 1989 | Henry Cárdenas         | 43    |
| 114 | Kolumbien    | Arsenio Chaparro       | 104   |
| 115 | Kolumbien    | Carlos Mario Jaramillo | 151   |
| 116 | Kolumbien    | Álvaro Mejía           | 19    |
| 117 | Kolumbien    | Gerardo Moncada        | 46    |
| 118 | Kolumbien    | Reynel Montoya         | 58    |
| 119 | Kolumbien    | Óscar de Jesús Vargas  | 48    |

| Nr. | Land        | Name               | Platz  |
| --- | ----------- | ------------------ | ------ |
| 121 | Italien     | Moreno Argentin    | 59     |
| 122 | Italien     | Davide Cassani     | 112    |
| 123 | Italien     | Bruno Cenghialta   | 56     |
| 124 | Italien     | Roberto Conti      | 29     |
| 125 | Italien     | Alberto Elli       | 91     |
| 126 | Deutschland | Rolf Gölz          | 79     |
| 127 | Italien     | Massimiliano Lelli | A 12.  |
| 128 | Italien     | Marco Lietti       | NA 17. |
| 129 | Danemark    | Rolf Sørensen      | NA 6.  |

| Nr. | Land           | Name                | Platz |
| --- | -------------- | ------------------- | ----- |
| 131 | Frankreich     | Charly Mottet       | 4     |
| 132 | Frankreich     | Éric Caritoux       | 17    |
| 133 | Frankreich     | Thierry Claveyrolat | 27    |
| 134 | Frankreich     | Thierry Laurent     | 102   |
| 135 | Frankreich     | Pascal Lino         | 70    |
| 136 | Frankreich     | Marc Madiot         | 115   |
| 137 | Frankreich     | Yvon Madiot         | A 17. |
| 138 | Brasilien 1968 | Mauro Ribeiro       | 47    |
| 139 | Belgien        | Michel Vermote      | 118   |

| Nr. | Land                                              | Name               | Platz |
| --- | ------------------------------------------------- | ------------------ | ----- |
| 141 | Niederlande                                       | Gert-Jan Theunisse | 13    |
| 142 | Deutschland                                       | Thomas Barth       | 156   |
| 143 | Niederlande                                       | Rob Harmeling      | 158   |
| 144 | Ukraine Sozialistische Sowjetrepublik             | Wassyl Schdanow    | 121   |
| 145 | Russland Sozialistische Foderative Sowjetrepublik | Dmitri Konyschew   | 52    |
| 146 | Niederlande                                       | Eddy Schurer       | 152   |
| 147 | Niederlande                                       | Jan Siemons        | 146   |
| 148 | Danemark                                          | Jesper Skibby      | A 12. |
| 149 | Russland Sozialistische Foderative Sowjetrepublik | Sergei Uslamin     | 136   |

| Nr. | Land                                              | Name                 | Platz  |
| --- | ------------------------------------------------- | -------------------- | ------ |
| 151 | Belgien                                           | Rudy Dhaenens        | ZÜ 13. |
| 152 | Russland Sozialistische Foderative Sowjetrepublik | Wjatscheslaw Jekimow | 42     |
| 153 | Italien                                           | Maurizio Fondriest   | 15     |
| 154 | Deutschland                                       | Olaf Ludwig          | 114    |
| 155 | Belgien                                           | Guy Nulens           | 62     |
| 156 | Belgien                                           | Marc Sergeant        | 81     |
| 157 | Belgien                                           | Eric Van Lancker     | 84     |
| 158 | Niederlande                                       | Marc van Orsouw      | 78     |
| 159 | Russland Sozialistische Foderative Sowjetrepublik | Dmitri Schdanow      | 86     |

| Nr. | Land    | Name             | Platz |
| --- | ------- | ---------------- | ----- |
| 161 | Schweiz | Thomas Wegmüller | 155   |
| 162 | Schweiz | Alfred Achermann | 145   |
| 163 | Belgien | Carlo Bomans     | A 14. |
| 164 | Belgien | Michel Dernies   | 105   |
| 165 | Belgien | Jan Goessens     | A 13. |
| 166 | Schweiz | Rolf Järmann     | 83    |
| 167 | Schweiz | Werner Stutz     | 113   |
| 168 | Belgien | Rudy Verdonck    | 109   |
| 169 | Belgien | Ludwig Willems   | 150   |

| Nr. | Land        | Name                    | Platz |
| --- | ----------- | ----------------------- | ----- |
| 171 | Deutschland | Uwe Ampler              | 32    |
| 172 | Belgien     | Etienne De Wilde        | 125   |
| 173 | Danemark    | Brian Holm              | 124   |
| 174 | Deutschland | Andreas Kappes          | 65    |
| 175 | Danemark    | Søren Lilholt           | A 13. |
| 176 | Belgien     | Wilfried Peeters        | 75    |
| 177 | Deutschland | Remig Stumpf            | A 17. |
| 178 | Belgien     | Benjamin Van Itterbeeck | A 13. |
| 179 | Frankreich  | Didier Virvaleix        | 50    |

| Nr. | Land       | Name                | Platz |
| --- | ---------- | ------------------- | ----- |
| 181 | Frankreich | Laurent Jalabert    | 71    |
| 182 | Frankreich | Henri Abadie        | 108   |
| 183 | Frankreich | Thierry Bourguignon | 25    |
| 184 | Frankreich | Christian Chaubet   | 110   |
| 185 | Frankreich | Martial Gayant      | A 6.  |
| 186 | Frankreich | Pascal Lance        | 99    |
| 187 | Frankreich | Philippe Louviot    | 44    |
| 188 | Norwegen   | Olaf Lurvik         | 73    |
| 189 | Frankreich | Denis Roux          | 16    |

| Nr. | Land        | Name                | Platz |
| --- | ----------- | ------------------- | ----- |
| 191 | Niederlande | Steven Rooks        | 26    |
| 192 | Niederlande | Gerrit de Vries     | 34    |
| 193 | Niederlande | Frans Maassen       | 129   |
| 194 | Niederlande | Jelle Nijdam        | 117   |
| 195 | Niederlande | Twan Poels          | 154   |
| 196 | Niederlande | Gerrit Solleveld    | 133   |
| 197 | Belgien     | Edwig Van Hooydonck | 103   |
| 198 | Belgien     | Eric Vanderaerden   | 127   |
| 199 | Niederlande | Wiebren Veenstra    | 157   |

| Nr. | Land       | Name                | Platz  |
| --- | ---------- | ------------------- | ------ |
| 201 | Irland     | Stephen Roche       | ZÜ 2.  |
| 202 | Danemark   | John Carlsen        | A 13.  |
| 203 | Frankreich | Jean-Claude Colotti | 80     |
| 204 | Belgien    | Dirk De Wolf        | ZÜ 13. |
| 205 | Belgien    | Patrick Jacobs      | 82     |
| 206 | Frankreich | Francis Moreau      | 132    |
| 207 | Norwegen   | Atle Pedersen       | ZÜ 13. |
| 208 | Frankreich | Laurent Pillon      | 51     |
| 209 | Irland     | Lawrence Roche      | 153    |

| Nr. | Land    | Name                     | Platz |
| --- | ------- | ------------------------ | ----- |
| 211 | Spanien | Pello Ruiz Cabestany     | 33    |
| 212 | Spanien | Manuel Jorge Domínguez   | S 18. |
| 213 | Spanien | Javier Duch              | 122   |
| 214 | Belgien | Nico Emonds              | A 18. |
| 215 | Spanien | Francisco Espinosa       | 66    |
| 216 | Spanien | Iñaki Gastón             | 61    |
| 217 | Spanien | Alberto Leanizbarrutia   | 39    |
| 218 | Spanien | Francisco Javier Mauleón | 55    |
| 219 | Spanien | José Manuel Oliveira     | 148   |

A: Aufgabe während der Etappe, NA: nicht zur Etappe angetreten, S: suspendiert/ausgeschlossen, ZÜ: Zeitüberschreitung